# Saison 5 des Experts : Manhattan
Chronologie
Saison 4 des Experts : Manhattan Saison 6 des Experts : Manhattan
Cet article présente le guide des épisodes de la cinquième saison de la série télévisée Les Experts : Manhattan (CSI: NY).

## Distribution de la saison

### Acteurs principaux
- Gary Sinise (V.F.: Bernard Gabay) : Det. Mac Taylor
- Melina Kanakaredes (V.F.: Céline Monsarrat) : Stella Bonasera
- Carmine Giovinazzo (V.F.: Sébastien Desjours) : Danny Messer
- Hill Harper (V.F.: Daniel Lobé) : Dr Sheldon Hawkes
- Eddie Cahill (V.F.: Thomas Roditi) : Det. Donald "Don" Flack Junior
- Anna Belknap (V.F.: Barbara Kelsch) : Lindsay Monroe
- AJ Buckley (V.F.: Gwendal Anglade) : Adam Ross
- Robert Joy (V.F.: Max André) : Dr Sid Hammerback

### Acteurs récurrents et invités
- Emmanuelle Vaugier : Détective Jessica Angell
- Maroon 5 (épisode 2)
- Nelly : Terrence Davis (épisodes 3, 8 et 25)
- Mykelti Williamson : Capitaine Brigham Sinclair (épisodes 4 et 21)
- Paul Papadakis : George Kolovos (épisodes 5, 11, 18 et 24)
- Julia Ormond : Commandant Gillian Whitmore (épisodes 8, 14 et 15)
- Craig T. Nelson : Robert Dunbrook (épisodes 15, 21 et 25)
- Elias Koteas : Joe (épisode 1)
- Nikki Griffin : Vivien Knox (épisode 6)
- Teddy Dunn : Kevin Hall (épisode 6)
- Kevin Weisman : Mike Hess (épisode 9)
- Jon Gries : Jim Warren (épisode 9)
- Michael Kenneth Williams : Reggie Dupar (épisode 9)
- Alaina Huffman : Lori Winston (épisode 9)
- Kristin Cavallari : Isabelle Vaughn (épisode 11)
- Tahyna Tozzi : Quinci Feeney (épisode 11)
- Louis Lombardi : Stan Trovato (épisode 11)
- Chris Carmack : Colby Duncan (épisode 11)
- Jake Abel : Doug Sheridan (épisode 13)
- George Newbern : Mitchell Sheridan (épisode 13)
- Shantel VanSanten : Tara Habis (épisode 14)
- Maury Sterling : Neal Weston (épisode 15)
- Robert Gant : Felix Redman (épisode 17)
- Sarah Butler : Allison Redman (épisode 17)
- Tony Amendola : Professeur Papakota (épisode 18, 20 et 24)
- Michael Trevino : Gavin Skidmore (épisode 20)
- Katharine McPhee : Odessa Shaw / Dana Melton (épisode 20)
- Edward Asner : Abraham Klein (épisode 22)
- Charles S. Dutton : Talmagde Neville (épisode 23)
- Arden Cho : Gahee Paik (épisode 19)

## Épisodes

### Épisode 93:La Femme de l'extérieur
- États-Unis /  Canada : 24 septembre 2008 sur CBS / CTV[1]
- Suisse : 15 février 2009 sur TSR
- Québec : 12 octobre 2009 sur V
- France : 3 novembre 2009 sur TF1

- États-Unis : 14,59 millions de téléspectateurs[2] (première diffusion)
- France : 7,49 millions de téléspectateurs[3] (première diffusion)

- Elias Koteas (Joe)
- Elisha Skorman (Lauren Salinas)
- Ryan Cyrus Shams (Reporter #1)
- Julia Barnett (Reporter #2)
- Cynthia Silver (Reporter #3)
- Dayo Ade (Derrick James)
- Annika Boras (Urgentiste)
- Kathleen Munroe (Samantha Flack)
- Andy Hopper (Skeezer)
- Deena Dill (Allison Scott)

### Épisode 94:Tourner la page
- États-Unis : 1er octobre 2008 sur CBS
- Suisse : 15 février 2009 sur TSR
- Québec : 19 octobre 2009 sur V
- France : 20 octobre 2009 sur TF1

- États-Unis : 14,88 millions de téléspectateurs[4] (première diffusion)
- France : 7,73 millions de téléspectateurs[5] (première diffusion)

- Maroon 5
  - Adam Levine
  - James Valentine
  - Jesse Carmichael
  - Matt Flynn
  - Mickey Madden
- Jonathon Trent (Ka Blam)
- Edward Kerr (Joel Paulson)
- Ramon De Ocampo (Lhamo Vadhana)
- Tyler Poelle (Lawrence Wagner)
- Matt Zogaric (Homme dans le film)
- Heidi Johanningmeier (Femme dans le film)
- Helena Barrett (Liza Carpenter)

### Épisode 95:Turbulences
- États-Unis /  Canada : 8 octobre 2008 sur CBS / CTV
- Suisse : 22 février 2009 sur TSR
- Québec : 26 octobre 2009 sur V
- France : 10 novembre 2009 sur TF1

- États-Unis : 15,87 millions de téléspectateurs[6] (première diffusion)
- Canada : 2,295 millions de téléspectateurs[7] (première diffusion)
- France : 7,44 millions de téléspectateurs[8] (première diffusion)

- Justin Shilton (Ed Riley)
- Roxanne Day (Nina)
- Michaela McManus (Susan Montgomery)
- Ben Youcef (Anton Greenway)
- Scott Connors (James Turner)
- Ethan Erickson (Brendon Walsh)
- Nelly (Terrence Davis)
- Kincaid Walker (Portier)

### Épisode 96:Scandales à la clé
- États-Unis : 22 octobre 2008 sur CBS
- Suisse : 22 février 2009 sur TSR
- Québec : 2 novembre 2009 sur V
- France : 10 novembre 2009 sur TF1

- États-Unis : 14,39 millions de téléspectateurs[9] (première diffusion)
- France : 7,49 millions de téléspectateurs[8] (première diffusion)

- Mykelti Williamson (Capitaine Brigham Sinclair)
- Amber Mead (Ann Steele)
- Stephen Sowan (Lars Scissorhand)
- Devon Gummersall (Trevor Jones)
- Andrew Walker (Greg Pullman)
- Anthony Martino (Christopher Stapleton)
- Kelly Noonan (Rebecca Anderson)
- Brian Poth (Hank Gorem)

### Épisode 97:Sa dernière croisade
- États-Unis : 29 octobre 2008 sur CBS
- Suisse : 1er mars 2009 sur TSR
- Belgique : 22 juin 2009 sur RTL-TVI
- Québec : 9 novembre 2009 sur V
- France : 14 novembre 2009 sur TF1

- États-Unis : 13,75 millions de téléspectateurs[10] (première diffusion)
- France : 4,71 millions de téléspectateurs[11] (première diffusion)

- Chad Faust (James Sutton)
- Katie Cleary (Jessica Redi)
- Emrhys Matthew Cooper (Vincent Wright)
- Tania Raymonde (Laura Roman)
- Victor Togunde (Wolford Bessie)
- Adoni Maropis (Large Man/Diakos)
- Joshua Snyder (Matt Henson)
- Paul Papadakis (George Kolovos)

### Épisode 98:La Règle de trois
- États-Unis /  Canada : 5 novembre 2008 sur CBS / CTV
- Suisse : 1er mars 2009 sur TSR
- Québec : 16 novembre 2009 sur V
- France : 17 novembre 2009 sur TF1

- États-Unis : 11,80 millions de téléspectateurs[12] (première diffusion)
- Canada : 1,976 million de téléspectateurs[13] (première diffusion)
- France : 8,48 millions de téléspectateurs[14] (première diffusion)

- Emmanuelle Vaugier (Détective Jessica Angell)
- Joshua Levine (Luther Stockton)
- Anthony Nacarato (Nathaniel Gates)
- Bryan Terrell Clark (Duckens LaBranche)
- Nikki Griffin (Vivian Knox)
- J.R. Cacia (Mickey Donovan)
- Shauna Stoddart (Juge Alexis Halpern)
- Heather Mazur (Ada Natalie)
- Teddy Dunn (Kevin Hall)
- Katherine Cunningham-Eves (Maggie Hall)
- Moe Irvin (Agent Dewey de la DEA)

### Épisode 99:État des lieux
- États-Unis : 12 novembre 2008 sur CBS
- Suisse : 8 mars 2009 sur TSR
- France : 17 novembre 2009 sur TF1
- Québec : 23 novembre 2009 sur V

- États-Unis : 11,62 millions de téléspectateurs[15] (première diffusion)
- France : 7,73 millions de téléspectateurs[14] (première diffusion)

- Emmanuelle Vaugier (Détective Jessica Angell)
- Christopher Halsted (Kevin McBride)
- Mirelly Taylor (Rita Mannete)
- Casey LaBow (Lauren McBride)
- Marguerite MacIntyre (Annie McBride)
- Kathleen Munroe (Samantha Flack)
- Bradley Dodds (Barman)
- Jake Muxworthy (Tanor Sommerset)

### Épisode 100:Mon nom est Mac Taylor
- États-Unis : 19 novembre 2008 sur CBS
- Suisse : 8 mars 2009 sur TSR
- France : 24 novembre 2009 sur TF1
- Québec : 30 novembre 2009 sur V

- États-Unis : 14,12 millions de téléspectateurs[16] (première diffusion)
- France : 7,61 millions de téléspectateurs[17] (première diffusion)

- Julia Ormond (Commandant Gillian Whitmore)
- Nelly (Terrence Davis)
- David Haley (Macdonald Taylor)
- Mark Musashi (Mackiyo Taylor)
- Chris Daughtry (Machiavelli Taylor)
- Scott Wolf (Mackinley Taylor)
- Rumer Willis (Mackendra Taylor)
- Kelvin Yu (Daniel Oka)
- JJ Dashnaw (Parker Samuels)
- Lauren Kim (Melinda Kitano)
- Ryan Happy (Macabee Taylor)
- Marshall Faulk (lui-même)

### Épisode 101:À l'intérieur
- États-Unis : 26 novembre 2008 sur CBS
- Suisse : 15 mars 2009 sur TSR
- France : 24 novembre 2009 sur TF1
- Québec : 4 janvier 2010 sur V

- États-Unis : 12,30 millions de téléspectateurs[18] (première diffusion)
- France : 7,0 millions de téléspectateurs[17] (première diffusion)

- Emmanuelle Vaugier (Détective Jessica Angell)
- Kevin Weisman (Mike Hess)
- Joe Egender (Billy Marks)
- Guy Nardulli (Ouvrier de la casse)
- Lisa Darr (Andrea Warren)
- Jon Gries (Jim Warren)
- Erin Cardillo (Tammy Barker)
- Marcus Chait (Steve Barker)
- Michael Kenneth Williams (Reggie Dupar)
- Alaina Huffman (Lori Winston)
- Jonna Walsh (Nicole Harris)
- Flaco Navaja (Vendeur dans la rue)

### Épisode 102:Mauvaises ondes
- États-Unis : 10 décembre 2008 sur CBS
- Suisse : 15 mars 2009 sur TSR
- France : 1er décembre 2009 sur TF1
- Québec : 11 janvier 2010 sur V

- États-Unis : 13,33 millions de téléspectateurs[19] (première diffusion)
- France : 7,61 millions de téléspectateurs[20] (première diffusion)

- Chris Mulkey (Bernie Benton)
- Brian Gross (Greg Hufheinz)
- Anastasia Ganias (Jamie Sunderland)
- Neil Hopkins (Yert Yawallac)
- Leith Burke (Agent Washington du FBI)
- Paris Afakhri (Uni)
- Chris Hartl (Propriétaire du kiosque à journaux)
- Brian Oblak (Agent Walsh du FBI)
- Shawn Nash (Carl Custer)

### Épisode 103:Le Fruit défendu
- États-Unis : 17 décembre 2008 sur CBS
- Suisse : 8 novembre 2009 sur TSR
- France : 1er décembre 2009 sur TF1
- Québec : 18 janvier 2010 sur V

- États-Unis : 13,38 millions de téléspectateurs[21] (première diffusion)
- France : 7,32 millions de téléspectateurs[20] (première diffusion)

- Emmanuelle Vaugier (Détective Jessica Angell)
- Alvin Zalamea (Clancy)
- Jack McGee (Marks)
- Casey LaBow (Ella McBride)
- Kristin Cavallari (Isabelle Vaughn)
- Alex Schemmer (Tony Clark)
- Tahyna Tozzi (Quinci Feeney)
- Morgan Hewitt (Marina Morton)
- Louis Lombardi (Stan Trovato)
- Chris Carmack (Colby Duncan)
- Paul Papadakis (George Kolovos)

### Épisode 104:Le Souvenir de trop
- États-Unis /  Canada : 14 janvier 2009 sur CBS / CTV
- Suisse : 8 novembre 2009 sur TSR
- France : 15 décembre 2009 sur TF1
- Québec : 25 janvier 2010 sur V

- États-Unis : 12,66 millions de téléspectateurs[22] (première diffusion)
- Canada : 2,197 millions de téléspectateurs[23] (première diffusion)
- France : 7,61 millions de téléspectateurs[24] (première diffusion)

- Emmanuelle Vaugier (Détective Jessica Angell)
- Meg Cionni (Marie Lowe)
- Ashley Cusato (Laurel Downs)
- Eyal Podell (Colin Clark)
- Bonnie McKee (Eleanor Ravelle)
- Nichole Galicia (Kara Garland)
- Alex Band (Trey Fager)
- Mackenzie Firgens (Infirmière)
- Scott Sacks (Guitariste)
- Sharon June Little (Chanteuse)

### Épisode 105:Jugement hâtif
- États-Unis /  Canada : 21 janvier 2009 sur CBS / CTV
- Suisse : 15 novembre 2009 sur TSR
- France : 1er décembre 2009 sur TF1
- Québec : 1er février 2010 sur V

- États-Unis : 11,58 millions de téléspectateurs[25] (première diffusion)
- Canada : 1,667 million de téléspectateurs[26] (première diffusion)
- France : 6,1 millions de téléspectateurs[20] (première diffusion)

- Emmanuelle Vaugier (Détective Jessica Angell)
- Rane Jameson Kocan (Todd Fleming)
- JC Leuyer (Cadillac Kligman)
- Philip Anthony-Rodriguez (Lieutenant John Malley)
- Mayte Garcia (Amalia Nelson)
- Edyta Sliwinska (Tanda Love)
- Jake Abel (Doug Sheridan)
- DJ Elliott (Coach Donahue)
- Scott Sheldon (Lieutenant Bruce Jackson)
- Kevin Kazakoff (Johnny Holt)
- George Newbern (Mitchell Sheridan)

### Épisode 106:La Cité des rêves
- États-Unis /  Canada : 11 février 2009 sur CBS / CTV
- Suisse : 15 novembre 2009 sur TSR
- France : 15 décembre 2009 sur TF1
- Québec : 8 février 2010 sur V

- États-Unis : 11,94 millions de téléspectateurs[27] (première diffusion)
- Canada : 1,902 million de téléspectateurs[28] (première diffusion)
- France : 7,0 millions de téléspectateurs[24] (première diffusion)

- Julia Ormond (Commandant Gillian Whitford)
- Shantel VanSanten (Tara Habis)
- Tamara Feldman (Carolyn Williams/Kathy/Lisa)
- Michelle Lee (Jody Sun)
- Michael Hake (Sammy Chen)
- Mykel Shannon Jenkins (Williw Bostic)
- Tina Ivlev (Rani Fedoruk)
- Brian Cousins (Patrick Habis)
- Monte Franks (Nemo)
- Alyssa Diaz (Tracy James)
- Bryan Friday (Jeune homme musclé)
- Michael Papajohn (Adrik Fedoruk)

### Épisode 107:La Grippe bleue
- États-Unis /  Canada : 18 février 2009 sur CBS / CTV
- Suisse : 22 novembre 2009 sur TSR
- France : 15 décembre 2009 sur TF1
- Québec : 1er mars 2010 sur V

- États-Unis : 12,33 millions de téléspectateurs[29] (première diffusion)
- Canada : 2,037 millions de téléspectateurs[30] (première diffusion)
- France : 6,51 millions de téléspectateurs[24] (première diffusion)

- Craig T. Nelson (Robert Dunbrook)
- Julia Ormond (Commandant Gillian Whitford)
- Ethan Erickson (Brendon Walsh)
- David Chisum (Adjoint au maire Kaplan [victime])
- Skyler Gisondo (Jake Kaplan)
- Maury Sterling (Neal Weston)
- Donnie Jeffcoat (Detective Stan Miller)
- Jack McGee (Officier Marks)
- Craig Woolson (Avocat de la défense)
- Ramona Dubarry (Journaliste n°1)
- Marta McGonagle (Journaliste n°2)
- Rudy Dobrev (Uni)
- Al Vincente (Propriétaire Bodega)
- Jace James (Malfrat)

### Épisode 108:Le Repas des vautours
- États-Unis /  Canada : 25 février 2009 sur CBS / CTV
- Suisse : 22 novembre 2009 sur TSR
- Québec : 8 mars 2010 sur V
- France : 16 juillet 2010 sur TF1

- États-Unis : 12,56 millions de téléspectateurs[31] (première diffusion)
- Canada : 1,916 million de téléspectateurs[32] (première diffusion)
- France : 4,9 millions de téléspectateurs[33] (première diffusion)

- Casey LaBow (Ella McBride)
- Danay García (Flora Pollock)
- Luis Jose Lopez (Enrico Palmero)
- Larkin Campell (John Pollock)
- Daphnée Duplaix (Dr Catherine Rydell)
- Graham Shiels (Quentin Oswego)

### Épisode 109:Tris sélectifs
- États-Unis /  Canada : 11 mars 2009 sur CBS / CTV
- Suisse : 29 novembre 2009 sur TSR
- Québec : 15 mars 2010 sur V
- France : 23 juillet 2010 sur TF1

- États-Unis : 13,63 millions de téléspectateurs[34] (première diffusion)
- Canada : 2,144 millions de téléspectateurs[35] (première diffusion)
- France : 5,49 millions de téléspectateurs[36] (première diffusion)

- Grant Alan (Joueur)
- Robert Gant (Felix Redman)
- Asia DeMarcos (Urgentiste)
- Sarah Butler (Allison Redman)
- Matt McTighe (Michael Elgers)
- John Sloan (Teddy Mayheim/Theodore Wicks)
- Dinora Walcott (Clerc)
- Mark Englehardt (Agent Richardson du FBI)

### Épisode 110:Jusqu'à la moelle
- États-Unis : 18 mars 2009 sur CBS
- Suisse : 29 novembre 2009 sur TSR
- France : 24 février 2010 sur TF1
- Québec : 22 mars 2010 sur V

- États-Unis : 12,78 millions de téléspectateurs[37] (première diffusion)
- France : 5,4 millions de téléspectateurs soit 30,2 % de part de marché et 44,4 % de ménagères[Audiences 1],[Note 1].

- Emmanuelle Vaugier (Détective Jessica Angell)
- Ashlee Simpson (Lila Wickfield)
- Holly Lynch (Anabelle Pino)
- Tony Amendola (Professeur Papakota)
- Jonah Lotan (Marty Pino)
- Paul Papadakis (George Kolovos)
- Tracy Silver (Réceptioniste)
- Emilio Rivera (Little Stevie / Steve Alvarez)
- Pete Wentz (Chester Byron)
- Shawn Woods (Jamal Tucker)
- Adoni Maropis (Sebastian Diakos)

### Épisode 111:Un indien à New York
- États-Unis : 25 mars 2009 sur CBS
- Suisse : 6 décembre 2009 sur TSR
- Québec : 29 mars 2010 sur V
- France : 30 juillet 2010 sur TF1

- États-Unis : 12,64 millions de téléspectateurs[38] (première diffusion)
- France : 4,39 millions de téléspectateurs[39] (première diffusion)

- Emmanuelle Vaugier (Détective Jessica Angell)
- Jackie Quinones (Femme Porto Ricaine)
- Daniel Tatar (Mec Israélien)
- Andreas Lyon (Homme Danois)
- Meena Serendib (Mère Sri Lankaise)
- Grace Matias (Fille Philippine)
- Paul Morente (Mec Philippin)
- Filip Ivanov (Homme Bulgare)
- Gregory Cruz (Amos Delaware)
- Jean-Michel Richaud (Homme Français)
- Antonia Raftu (Femme Grecque)
- Christina Khoo (Tran Paik)
- Tom Yi (Lee Paik)
- Arden Cho (Gahee Paik)
- Sam Page (Technicien informatique/Liam Connover)
- Jon Woodward-Kirby (Directeur de l'hôtel)
- Kavi Ladnier (Leila Vara)
- Derek Craigie (Finn Wexford)
- Ben Morrison (Joueur)

### Épisode 112:Leçons de crime
- États-Unis /  Canada : 8 avril 2009 sur CBS / CTV
- Suisse : 6 décembre 2009 sur TSR
- Québec : 5 avril 2010 sur V
- France : 6 août 2010 sur TF1

- États-Unis : 12,50 millions de téléspectateurs[40] (première diffusion)
- Canada : 1,983 million de téléspectateurs[41] (première diffusion)
- France : 4,75 millions de téléspectateurs[42] (première diffusion)

- Emmanuelle Vaugier (Détective Jessica Angell)
- Eddie Mills (Phillip Langdon)
- Tim Fields (Marshall Baxter)
- Sam Ball (James Copeland)
- Michael Trevino (Gavin Skidmore)
- Marlana Carter (Lisa)
- Tony Amendola (Professeur Papakota)
- Katharine McPhee (Odessa Shaw/Dana Melton)
- Wayne Lopez (Gérant)

### Épisode 113:La Clé des meurtres
- États-Unis /  Canada : 15 avril 2009 sur CBS / CTV
- Suisse : 13 décembre 2009 sur TSR
- Québec : 12 avril 2010 sur V
- France : 13 août 2010 sur TF1

- États-Unis : 12,14 millions de téléspectateurs[43] (première diffusion)
- France : 4,6 millions de téléspectateurs[44] (première diffusion)

- Mykelti Williamson (Capitaine Brigham Sinclair)
- Craig T. Nelson (Robert Dunbrook)
- Thad Luckinbill (Connor Dunbrook)
- Brian Oblak (Agent Dean Walsh du FBI)
- Laurie Searle (Journaliste #1)
- Nicholas G Warnock (Journaliste #2)
- Ian Anthony Dale (Agent Ellis Park du FBI)
- Leith Burke (Agent Johnson du FBI)

### Épisode 114:Des secrets au placard
- États-Unis /  Canada : 29 avril 2009 sur CBS / CTV
- Suisse : 13 décembre 2009 sur TSR
- Québec : 19 avril 2010 sur V
- France : 20 août 2010 sur TF1

- États-Unis : 12,50 millions de téléspectateurs[45] (première diffusion)
- Canada : 2,205 millions de téléspectateurs[46] (première diffusion)
- France : 3,77 millions de téléspectateurs[47] (première diffusion)

- Edward Asner (Abraham Klein / Klaus Brauwn âgé)
- Meagan Tandy (Mannequin #1)
- Summer Altice (Mannequin #2)
- Laura Miro (Alice Tanaka)
- Adrian Neil (Commissaire-priseur)
- Matt McTighe (Michael Elgers)
- Modi Rosenfeld (David Klein)
- Scott Cohen (Aaron Lesnick)
- Rita Zohar (Hannah Schnitzler)
- Melinda Y Cohen (Esther Schnitzler)
- John Justice (Klaus Brauwn)
- Shelley Berman (George Savar)
- Natalia Castellanos (Femme Sexy)
- Rick Marcus (Xander Green)

### Épisode 115:Payer sa dette
- États-Unis /  Canada : 6 mai 2009 sur CBS / CTV
- Suisse : 20 décembre 2009 sur TSR
- Québec : 26 avril 2010 sur V
- France :  27 août 2010 sur TF1

- États-Unis : 13,40 millions de téléspectateurs[48] (première diffusion)
- Canada : 2,075 millions de téléspectateurs[49] (première diffusion)
- France : 4,73 millions de téléspectateurs[50] (première diffusion)

- Geoff Meed (Ronny Desoto)
- Charles S. Dutton (Talmadge Neville)
- Mare Winningham (Katharine Donovan)
- Mandi Kreisher (Maris Donovan)
- Cynthia Addai-Robinson (Dr Karita Neville)
- Brendan Kelly (Nick Donley)
- Mandi Kreisher (Maris Donovan)

### Épisode 116:Tragédie grecque
- États-Unis : 13 mai 2009 sur CBS
- Suisse : 20 décembre 2009 sur TSR
- Québec : 3 mai 2010 sur V
- France : 27 août 2010 sur TF1

- États-Unis : 12,33 millions de téléspectateurs[51] (première diffusion)
- France : 4,8 millions de téléspectateurs[50] (première diffusion)

- Sofya Skya (Olympia)
- Bettis Richardson (Danaus)
- Paul Papadakis (George Kolovos)
- Tony Amendola (Professeur Papakota)
- George Tasudis (Tasso Papakota)
- Georgia Hatzis (Areti Moungri)
- Louis Mandylor (Détective Christos Temmas)
- Brenna Radding (Stella jeune)

### Épisode 117:L'Adieu
- États-Unis : 14 mai 2009 sur CBS
- Suisse : 20 décembre 2009 sur TSR
- Québec : 10 mai 2010 sur V
- France : 4 septembre 2010 sur TF1

- États-Unis : 12,77 millions de téléspectateurs[51] (première diffusion)
- France : 5,32 millions de téléspectateurs[52] (première diffusion)

- Emmanuelle Vaugier (Détective Jessica Angell)
- Craig T. Nelson (Robert Dunbrook)
- Thad Luckinbill (Connor Dunbrook)
- Nelly (Terrence Davis)
- Erika Ringor (Médecin urgentiste)
- Jonathan Kowalsky (Sniper)
- Glenn Herman (Simon Cade)
- James Martin Kelly (Cliff Angell)
- Andy Davoli (Tony Tardalla le Fou)